# Часы Рубика
Часы Рубика — механическая головоломка, изобретённая и запатентованная Кристофером Уиггсом и Кристофером Тейлором. Патент был впоследствии выкуплен венгерским изобретателем Эрнё Рубиком, который выпустил эту головоломку на рынок под своим именем в 1988 году.

## Конструкция
Часы Рубика представляют собой двусторонний диск толщиной порядка 2 см, на обеих сторонах которого расположено по девять циферблатов часов. Каждый из циферблатов имеет только часовую стрелку. По углам головоломки расположены колёсики, с помощью которых можно вращать стрелки. При этом на четырёх циферблатах, расположенных по углам, стрелки вращаются одновременно на обеих сторонах головоломки, а на остальных четырнадцати — независимо друг от друга. На поверхности расположены также четыре сквозные кнопки. Положение каждой кнопки определяет, соединён ли соседний с кнопкой циферблат с тремя другими циферблатами на лицевой или обратной стороне. Таким образом, конфигурация кнопок определяет, какими циферблатами можно управлять синхронно. При этом действие кнопок на разных сторонах головоломки противоположно — если на лицевой стороне оно поворачивает стрелки вверх, то на обратной — вниз. Цель головоломки состоит в том, чтобы одновременно установить на всех девяти циферблатах на обеих сторонах одно и то же время — 12 часов.

## Математика
Поскольку число независимых циферблатов — 14, то всего возможно 1214 = 1 283 918 464 548 864 ≈ 1,28 квадриллиона комбинаций положений часов.